# NGC 6000
NGC 6000 ist eine Balken-Spiralgalaxie vom Hubble-Typ SBbc im Sternbild Skorpion auf der Ekliptik. Sie ist schätzungsweise 96 Millionen Lichtjahre von der Milchstraße entfernt und wird als Starburst-Galaxie klassifiziert.
Die Galaxie wurde am 8. Mai 1834 von dem Astronomen John Herschel mithilfe seines 18,7 Zoll-Spiegelteleskops entdeckt und später von Johan Dreyer in seinen New General Catalogue aufgenommen.